# Agaricus campbellensis
Agaricus campbellensis är en svampart som beskrevs av Geml, Laursen & D.Lee Taylor 2007. Agaricus campbellensis ingår i släktet champinjoner och familjen Agaricaceae.   Inga underarter finns listade i Catalogue of Life.